# Moussa Sader
Pour les articles homonymes, voir Sader.

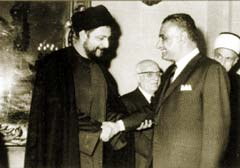
Moussa Sader avec Gamal Abdel Nasser dans les années 1960.

Moussa Sader (en persan : موسى صدر ; graphies alternatives : Moussa Sadr, Moussa el Sadr) est un philosophe et dirigeant religieux chiite libanais né dans la ville de Qom en Iran le 4 juin 1928 et porté disparu le 31 août 1978 lors d'une visite officielle en Libye.
D'origine libanaise, il est issu d'une illustre famille aristocratique religieuse transnationale d'origine ethnique mixte. Son père est l'ayatollah Sadreddin Ṣadr (en), originaire de Tyr. Le grand ayatollah Moḥammed Bakr el Ṣadr est son cousin éloigné. L'imam Moussa Sader s'impose dans les années 1960 et 1970 sur la scène politique libanaise en prônant la modération, la justice sociale et le dialogue entre les communautés.
Le 25 août 1978, Sadr et ses deux compagnons Cheikh Mohamad Yaacoub et Abbas Bader el-Dine partent pour la Libye pour rencontrer des responsables gouvernementaux à l'invitation de Mouammar Kadhafi. Les trois ont été vus pour la dernière fois le 31 août. Il n'y a plus jamais eu de nouvelles d'eux. De nombreuses théories existent autour des circonstances de la disparition de Sadr, dont aucune n'a été prouvée. Personne ne sait où il se trouve.

## Biographie

### Vie et œuvre
Moussa Sader nait en 1928 à Qom, en Iran. Sa famille est originaire du Jabal Aamel au Liban. Son père, Sadreddin, enseigne à Qom où il participe au développement du séminaire religieux (hawza) fondé par Abdul-Karim Haeri Yazdi.
Après avoir fréquenté l'école primaire à Qom, Moussa Sader rejoint Téhéran, la capitale iranienne, pour y poursuivre ses études théologiques. Il obtient en 1956 un diplôme en jurisprudence islamique et de sciences politiques de l'université de Téhéran. Il retourne ensuite à Qom pour étudier la théologie et la philosophie islamique. Il y édite un magazine intitulé Maktab-e Eslam. Finalement, il quitte Qom pour Najaf (troisième lieu saint chiite abritant le mausolée d'Ali) afin d'étudier la théologie. Il y suit les séminaires des ayatollah Muhsin Al-Tabatabai al-Hakim et Abu al-Qasim al-Khoei.
Il visite le Liban en 1955, où son cousin lointain le grand ayatollah Mohammed Bakr al-Sadr le prend sous son aile pour en faire son successeur. Il s'y installe en 1959. Naturalisé libanais en 1963, il s'installe à Tyr et, prenant conscience de la marginalisation socioéconomique dans laquelle la communauté chiite est reléguée, entreprend d’y remédier. Il reprend les actions caritatives de son prédécesseur, construit orphelinats, mosquées et hôpitaux. La popularité de « l'imam Moussa » ne se dément pas. Ce dernier travaille sans relâche pour améliorer le sort de sa communauté, lui donner une voix et la protéger contre les ravages de la guerre et des conflits inter-communautaires.
Le 19 décembre 1967, il fonde le Conseil supérieur chiite censé offrir à la communauté chiite le poids politique dont elle est privée au sein du gouvernement. Il en devient le président le 23 mai 1969. Très vite, l'imam fascine par son charisme et son charme peu communs, ses grands yeux verts, sa stature imposante (il mesure presque deux mètres) et inspire le respect de l'ensemble de la classe politique du pays, partisans et adversaires, par sa modération, son tact et son engagement en faveur de la justice sociale et de dialogue renforcé entre les communautés confessionnelles.
Le 2 juin 1970, sous la pression de Sader et d'une grève générale au Liban du Sud qui s'est progressivement étendue à d'autres régions du pays, le Parlement libanais vote la création du conseil du Sud (Majlis al Janoub). L'objectif de ce conseil est d'aider à la reconstruction et à l'amélioration des services au Liban du Sud touché par la pauvreté et en proie aux bombardements israéliens en représailles aux attaques menées par les fedayins palestiniens. En 1973, il est à l'origine d'une fatwa reconnaissant officiellement les alaouites comme faisant partie de l'islam chiite.
Dans la continuité du CSC, Moussa Sader crée le « Mouvement des déshérités » en 1974, pour permettre aux chiites libanais d'obtenir plus de droits civiques et améliorer leurs conditions de vie. Pour autant l'action politique et sociale initiée par l'imam ne se cantonne pas exclusivement à la composante chiite du pays. Éloigné de toute logique sectaire, le projet défendu par l'imam et ses collaborateurs se place résolument au-dessus des clivages confessionnels et s'assigne comme mission prioritaire d'endiguer le sous-développement économique et social qui touche les habitants du Sud. L'imam établit un certain nombre d'écoles et de cliniques médicales dans tout le sud du Liban, dont beaucoup sont encore en service aujourd'hui.
Pour faire face à l'instabilité et à la violence qui s'exacerbent au Sud, l'imam annonce le 20 janvier 1975 la naissance de la milice Amal (ou espoir), pour assurer la défense de la communauté chiite. Lorsque la guerre civile éclate en avril 1975, Moussa Sader refuse d'engager ses forces dans le conflit libanais. Il déclare que « l'arme ne résout pas la crise, mais augmente la déchirure de la nation » (27 juin 1975) et entame une grève de la faim dans une mosquée de Beyrouth pour protester contre les violences. Il tente d'enrayer le conflit en servant de médiateur entre les parties en conflit.

### Le dialogue interconfessionnel au service de la paix
L'autre combat de l'imam concerne le dialogue et le rapprochement islamo-chrétien, préalable pour obtenir du camp politique chrétien qu'il accepte de céder un peu de son pouvoir à une partie de la population qui en est restée longtemps privée. Cette stratégie de rapprochement ne répond pas uniquement à un pur calcul politique, et s'inscrit plus largement dans une tradition islamique d'entente et de coexistence pacifique datant du l'époque du prophète Mahomet. Pour l'imam Sader, il s'agit aussi de renforcer les bases de l’État-nation, de faire prendre conscience à ses compatriotes de l'importance de préserver l'intégrité du territoire, la solidarité vis-à-vis du Liban du Sud, pour permettre au pays de faire face aux troubles et perturbations qui secouent sa frontière (opérations armées des combattants palestiniens à partir du sud auxquelles répondent des incursions et ripostes israéliennes) qui font des populations libanaises du Sud, principalement les chiites, les victimes collatérales du conflit.
En 1963, il est le seul dignitaire chiite à assister à l'intronisation du pape Paul VI. Le 19 février 1975, Moussa Sader en tant que président du Conseil supérieur chiite du Liban, inaugure en la cathédrale Saint-Louis (à Beyrouth) les sermons du carême devant une assistance nombreuse composée de chrétiens et de musulmans. C'est un geste révolutionnaire, un symbole puissant et sans précédent pour l'époque et dans le contexte confessionnaliste qui prévaut au Liban.
Pour marquer un peu plus son indépendance vis-à-vis des autres dirigeants religieux, il entretient des relations amicales avec l’évêque grec-catholique Grégoire Haddad, surnommé « l'évêque rouge », un homme aussi charismatique et indépendant d'esprit que l'est l'imam Sader, qui rejoint d'ailleurs le « Mouvement Social » fondé par Mgr Haddad.

### Disparition
Après la première invasion israélienne du Liban du Sud en mars 1978, il entreprend une série de visites officielles dans plusieurs pays arabes (Syrie, Jordanie, Arabie saoudite et Algérie) pour arrêter l'intervention militaire et appeler à un sommet arabe. Il arrive en Libye le 25 août 1978, à la suite d'une invitation officielle, en compagnie de deux proches collaborateurs, le cheikh Mohammad Yaacoub et le journaliste Abbas Bader El Dine. Il y est vu pour la dernière fois le 31 août 1978 et il disparaît en même temps que ses deux compagnons.
Les autorités libyennes ont affirmé le 18 septembre 1978 que l'imam avait quitté la Libye pour l'Italie dès le 31 août 1978, mais le gouvernement italien affirma en 1979 que l'imam n'était jamais entré sur son territoire national.
Plusieurs hypothèses ont été avancées pour expliquer cet évènement. La communauté chiite, victime collatérale du conflit israélo-arabe au Liban Sud était devenue hostile aux agissements palestiniens et des dirigeants palestiniens ou syriens auraient demandé à Kadhafi de les débarrasser de l'imam. D'autres hypothèses disent que Sader a été exécuté à la suite d'une erreur (un ordre écrit mal interprété) ou encore à cause d'une altercation avec les dirigeants libyens. Mais aucune preuve n'est jamais venue étayer cette possibilité et sa disparition demeure une énigme. Certains, enfin, avancent l'hypothèse que l'imam aurait été éliminé à la demande des États-Unis avant qu'ils n'organisent le retour de l'ayatollah Rouhollah Khomeini en Iran. Il se serait agi de prévenir une éventuelle révolution chiite généralisée. Cette affaire continue d'empoisonner les relations libano-libyennes.
En 2004, le passeport de Moussa Sader a été retrouvé à Rome après la signature d'un important accord sur l'immigration entre la Libye et l'Italie.
Quoi qu'il en soit, sa disparition et les mystères qui l'entourent, renforcent son aura au point qu'aujourd'hui au Liban, comme le note Levy-Tadjine (2008) les chiites et en particulier, les militants du mouvement Amal lui attribuent un statut quasi messianique en espérant son retour.
En août 2017, le président du Parlement libanais Nabih Berri indique que Moussa Sader et ses deux compagnons sont toujours en vie, sans en apporter la preuve.

## L'enquête
Fin août 2008 (c'est-à-dire 30 ans après les faits), la justice libanaise a lancé un mandat d'arrêt international contre le président Mouammar Kadhafi et plusieurs membres de la junte libyenne de l'époque, pour complicité d'enlèvement et d'assassinat.
À cette occasion, le mouvement Amal a organisé, le 31 août 2008, une gigantesque manifestation à Nabatiyeh (Sud du Liban) pour exiger des explications des autorités libyennes.
Depuis le début de la révolte libyenne, de nouvelles pistes concernant le sort de l'imam ont été avancées par des figures de l'opposition libyenne et un ex-responsable du régime. Certains témoignages permettent d'espérer que l'imam soit toujours en vie tandis que d'autres corroborent la thèse de l'assassinat. Les conséquences de la disparition ont également été un soutien politique du Hezbollah et du Mouvement Amal aux rebelles libyens durant la première guerre civile libyenne et l'hostilité du monde chiite vis-à-vis du régime de Mouammar Khadafi.
L'opposant Sami Al Masrati a ainsi affirmé au journal Al Alam le 21 février 2011 avoir aperçu la veille de l'entretien « un homme ressemblant à l'imam être transféré à bord d'un avion à l'aéroport d'Abraq (dans la ville libyenne d'Al Bayda) ». Plus tôt, une autre figure de l'opposition, Abdolmajid Mansour, a indiqué que Moussa Sader est « en vie dans une prison de la ville centrale de Sebha ».
Dans une interview accordée au quotidien arabe Al Hayat le 23 février 2011, le représentant démissionnaire de la Libye auprès de la Ligue arabe, Abdel Moneim al-Honi, a affirmé quant à lui que l'imam Moussa Sader a bien été assassiné et enterré en Libye, dans la région de Sebha. Toutes les informations relayées ne font pas explicitement état du sort des deux compagnons de l'imam. Si cette seconde hypothèse (l'assassinat de l'imam Sader) s'avérait exacte, la probabilité de retrouver en vie Abbas Bader El Dine et le cheikh Mohamed Yacoub s'en trouverait fortement réduite pour ne pas dire quasi nulle.
Lors d'une visite en Mauritanie au début du mois d'août 2012, le ministre des Affaires étrangères libanais, Adnan Mansour, a assuré le président mauritanien Mohamed Ould Abdel Aziz de la disposition du Liban à coopérer étroitement avec les autorités mauritaniennes pour obtenir de nouvelles informations utiles à l'enquête. En effet, l'ancien chef du renseignement et beau-frère du colonel Kadhafi, Abdallah Senoussi est emprisonné en Mauritanie depuis mars 2012, en attente de son jugement, après y être entré illégalement et sous une fausse identité. Ce dernier est par ailleurs recherché par la CPI et la Libye.
Hassan Yacoub, fils du cheikh Mohammed Yaacoub, député libanais de 2005 à 2009, accuse les gouvernements libanais successifs de n'avoir entrepris aucune recherche sur cette triple disparition avant 2005 et de n'avoir pas fait d'efforts suffisants depuis ; le gouvernement libanais attribue ce retard à la situation en Libye et affirme poursuivre ses démarches.